# Route méditerranéenne centrale

Route méditerranéenne centrale.

La route méditerranéenne centrale (RMC) est une route migratoire traversant la mer Méditerranée au niveau de la côte ouest de la Libye, et rejoignant l'Italie ou Malte. Il s'agit de la principale voie d'accès à l'Union européenne au départ de l'Afrique.

## Parcours
La RMC se décompose en plusieurs parcours principaux différents qui ont pour point d'origine les zones de convergences de routes mineures en Afrique du Nord ou en Afrique subsaharienne. Elles ont toutes pour caractéristiques de mener à la côtes libyennes voire tunisienne afin de rejoindre l'Italie. Ces parcours sont :
- la route de l'est africain[1], dont l'axe général part de la Somalie puis traverse l'Éthiopie (en passant dans la région d'Addis Abeba). Au Soudan, juste après la frontière entre l'Éthiopie et le Soudan, elle converge avec la route dont le point de départ est l'Érythrée. Elle continue ensuite vers Khartoum et remonte au tri-point formé par les frontières entre l’Égypte, la Libye et le Soudan. De là, elle traverse la Libye jusqu'à Tripoli, voire Benghazi[2].
- la route africaine centrale, suivant un axe Bamako-Niamey-N'Djaména-Agadez-Dirkou-Sebha, regroupe les routes secondaires partant des États riverains du golfe de Guinée.

Cette dernière route peut suivre un parcours alternatif entre Bamako et Agadez en passant par Gao au Mali,.
Dans une certaine mesure, certaines personnes empruntant la route de l'ouest africain, menant généralement à la route méditerranéenne occidentale, traversent l'Algérie par la région de Ouargla pour effectuer la traversée vers l'Italie

## Coûts
Selon le photojournaliste Narciso Contreras, une personne doit payer entre 530 et 1320 euros pour se rendre des États d'origines (Érythrée, Gambie, Nigeria, Somalie, etc.) à la Libye.

## Risques
La RMC comporte un certain nombre de risques pour les migrants.
En Libye, des migrants sont parfois abandonnés dans les villes par des passeurs. Ceux-ci, prévoyant à l'origine d'atteindre la côte libyenne pour l'Europe, sont dès lors vulnérables au trafic d'êtres humains et à d'autres formes d'abus et de violences. Des centres de détention officiels et non-officiels sont utilisés pour retenir les migrants dont certains seront ensuite soumis à du travail forcé. De même, certains membres des garde-côtes libyens seraient associés à des groupes criminels pour exploiter les migrants.
Selon une enquête menée par CNN et publiée fin 2017, les migrants mis en esclavage sont vendus au moins 400 dollars (pour un homme pouvant travailler), voire un peu plus lorsqu'il s'agit d'une femme pouvant être mise sur le marché du sexe. Dans son enquête, CNN a également pris connaissance de neuf marchés aux esclaves tenus dans les villes de Zouara, Sabratha, Castelverde, Gharyan, Alrujban, Zentan, Cabao, Ghadamès  et Sebha, tout en précisant que ce ne sont pas les seuls.
De 2017 à 2023, "l’Union européenne a alloué 57,2 millions d’euros à la «gestion intégrée des frontières et des migrations en Libye» et a annoncé en novembre 2022 un plan visant à accroître encore son soutien à la Libye. Son agence frontalière Frontex fournit également des informations de surveillance utilisées par la Libye pour intercepter les migrants".

## Statistiques
Les statistiques présentées ici ne concernent que les arrivées en Europe par la route méditerranéenne centrale. Elles n'effectuent pas de distinction entre les demandeurs d'asile et les autres migrants et ne peuvent inclure le taux de reconnaissance des demandes d'asile (celui-ci n'étant pas lié à la route empruntées).

### Pays d'origine
Les principaux pays d'origine dont les ressortissants empruntent la route méditerranéenne centrale sont des pays africains, toutefois c'est également le point d'arrivé des ressortissants bangladais.
| Janv.-juin 2009 | Juil-déc. 2009 | Janv.-juin 2010 | Juil.-déc. 2010 | Janv.-juin 2011                       | Juil.-déc. 2011 | Janv.-juin 2012 | Juil.-déc. 2012 | Janv.-juin 2013 | Juil.-déc. 2013 | Janv.-juin 2014                       | Juil.-déc. 2014                       | Janv.-juin 2015                       | Juil.-déc. 2015 |
| --------------- | -------------- | --------------- | --------------- | ------------------------------------- | --------------- | --------------- | --------------- | --------------- | --------------- | ------------------------------------- | ------------------------------------- | ------------------------------------- | --------------- |
| Somalie         | Érythrée       | Afghanistan     | Afghanistan     | Tunisie                               | Tunisie         | Somalie         | Somalie         | Érythrée        | Syrie           | Érythrée                              | Syrie                                 | Érythrée                              | Érythrée        |
| Nigeria         | Somalie        | Tunisie         | Égypte          | Non spécifié (Afrique sub-saharienne) | Nigeria         | Tunisie         | Érythrée        | Somalie         | Érythrée        | Non spécifié (Afrique sub-saharienne) | Érythrée                              | Nigeria                               | Nigeria         |
| Tunisie         | Afghanistan    | Algérie         | Tunisie         | Centrafrique                          | Afghanistan     | Afghanistan     | Tunisie         | Égypte          | Somalie         | Syrie                                 | Non spécifié (Afrique sub-saharienne) | Somalie                               | Somalie         |
| Égypte          | Algérie        | Somalie         | Algérie         | Nigeria                               | Centrafrique    | Égypte          | Afghanistan     | Pakistan        | Nigeria         | Mali                                  | Nigeria                               | Non spécifié (Afrique sub-saharienne) | Soudan          |
| Maroc           | Tunisie        | Iran            | Irak            | Ghana                                 | Égypte          | Pakistan        | Pakistan        | Syrie           | Gambie          | Gambie                                | Gambie                                | Syrie                                 | Gambie          |
|                 |                |                 |                 |                                       |                 |                 |                 |                 |                 |                                       |                                       |                                       |                 |
| Janv.-juin 2016 | Juil-déc. 2016 | Janv.-juin 2017 | Juil.-déc. 2017 | Janv.-juin 2018                       | Juil.-déc. 2018 | Janv.-fév. 2019 | –               | –               | –               | –                                     | –                                     | –                                     | –               |
| Nigeria         | Nigeria        | Nigeria         | Tunisie         |                                       |                 | Bangladesh      |                 |                 |                 |                                       |                                       |                                       |                 |
| Érythrée        | Érythrée       | Bangladesh      | Nigeria         |                                       |                 | Tunisie         |                 |                 |                 |                                       |                                       |                                       |                 |
| Gambie          | Guinée         | Guinée          | Érythrée        |                                       |                 | Algérie         |                 |                 |                 |                                       |                                       |                                       |                 |
| Guinée          | Bangladesh     | Gambie          | Mali            |                                       |                 | Guinée          |                 |                 |                 |                                       |                                       |                                       |                 |
| Soudan          | Côte d'Ivoire  | Sénégal         | Soudan          |                                       |                 | Sénégal         |                 |                 |                 |                                       |                                       |                                       |                 |

### Évolution du nombre d'arrivées
| Janv.-juin 2009 | Juil.-déc. 2009 | Janv.-juin 2010 | Juil.-déc. 2010 | Janv.-juin 2011 | Juil.-déc. 2011 | Janv.-juin 2012 | Juil.-déc. 2012 | Janv.-juin 2013 | Juil.-déc. 2013 | Janv.-juin 2014 | Juil.-déc. 2014 | Janv.-juin 2015 | Juil.-déc. 2015 |
| --------------- | --------------- | --------------- | --------------- | --------------- | --------------- | --------------- | --------------- | --------------- | --------------- | --------------- | --------------- | --------------- | --------------- |
| 7 929           | 3 114           | 738             | 3 712           | 49 599          | 14 662          | 5 274           | 9 877           | 8 225           | 37 073          | 64 110          | 99 822          | 70 428          | 85 518          |
| Janv.-juin 2016 | Juil.-déc. 2016 | Janv.-juin 2017 | Juil.-déc. 2017 | Janv.-juin 2018 | Juil.-déc. 2018 | Janv.-fév. 2019 | —               | —               | —               | —               | —               | —               | —               |
| 70 226          | 111 150         | 83 533          | 35 429          | 23 485          | 23 485          | 259             |                 |                 |                 |                 |                 |                 |                 |